# 海安市
海安市（かいあん-し）は中華人民共和国江蘇省に位置する省直轄の県級市であり、しばらくの間、南通市の代理管轄下に置かれている。

## 行政区画
- 街道:海安街道、孫荘街道、胡集街道、隆政街道
- 鎮:城東鎮、曲塘鎮、李堡鎮、角斜鎮、大公鎮、雅周鎮、白甸鎮、南莫鎮、墩頭鎮

## 交通
鉄道
- 寧啓線（中国語版）
- 新長線（中国語版）

国道
- G204国道
- G328国道

## 出身人物
- 韓紫石（江蘇省省長）

## 海安の名勝
- 三塘十景
- 七戦七捷紀念碑
- 鳳山廟
- 青墩遺址
- 江蘇海安高級中学
- 范公堤
- 新四軍連抗部隊烈士墓